# University of the Arts London
A University of the Arts London egy londoni állami egyetem és hat művészeti iskola szövetsége.
Az egyetemet 2004-ben alapították a London Institute-ból, és két évvel később Európa egyik legnagyobb művészeti egyeteme volt 27 970 hallgatójával. 2006-ban a Wimbledon College of Artsot az egyetemhez csatolták.

## Felépítése
- Camberwell Művészeti Főiskola
- Central Saint Martins College of Art and Design
- Chelsea Művészeti és Design Főiskola
- Londoni Kommunikációs Főiskola
- London College of Fashion
- Wimbledoni Művészeti Főiskola

## Hallgatói adatok
A 2019/2020-as tanév 19 965 diákja közül 15 160 nőnek vallotta magát (75,9%) és 4750 férfi (23,8%). 8870 diák érkezett Angliából, 125 Skóciából, 145 Walesből, 55 Észak-Írországból, 2635 az Európai Unióból és 8125 az EU-n kívüli országokból. Ez 10 755-öt hozott (53,9%) az Egyesült Királyságon kívülről. A hallgatók közül 15 735-en 2019/2020-ban első diplomájukat célozták meg, azaz egyetemisták voltak. 4230-an dolgoztak továbbképzésen, ők posztgraduálisak voltak. Ebből 180-an dolgoztak kutatásban.
2006-ban 27 970 diák iratkozott be.

## Fordítás
Ez a szócikk részben vagy egészben  az   University of the Arts London című német Wikipédia-szócikk ezen változatának fordításán alapul.  Az eredeti cikk szerkesztőit annak laptörténete sorolja fel. Ez a jelzés csupán a megfogalmazás eredetét és a szerzői jogokat jelzi, nem szolgál a cikkben szereplő információk forrásmegjelöléseként.